# Aleksa Šantić (wieś)
Aleksa Šantić (cyr. Алекса Шантић) – wieś w Serbii, w Wojwodinie, w okręgu zachodniobackim, w mieście Sombor. W 2011 roku liczyła 1770 mieszkańców. Nazwana na cześć poety Aleksy Šanticia.